# Monteils (Tarn i Garonna)
Monteils – miejscowość i gmina we Francji, w regionie Oksytania, w departamencie Tarn i Garonna.
Według danych na rok 1990 gminę zamieszkiwało 999 osób, a gęstość zaludnienia wynosiła 83 osób/km² (wśród 3020 gmin regionu Midi-Pireneje Monteils plasuje się na 339. miejscu pod względem liczby ludności, natomiast pod względem powierzchni na miejscu 949.).